# Masato Furukawa
Masato Furukawa (født 23. september 1995) er en japansk fodboldspiller, som spiller for den japanske fodboldklub SC Sagamihara.